# Керензел
Керензел (рум. Cărănzel) — село у повіті Біхор в Румунії. Входить до складу комуни Лезерень.
Село розташоване на відстані 412 км на північний захід від Бухареста, 28 км на південь від Ораді, 118 км на захід від Клуж-Напоки, 134 км на північний схід від Тімішоари.

## Населення
За даними перепису населення 2002 року у селі проживали 116 осіб, усі — румуни. Усі жителі села рідною мовою назвали румунську.